# Alvar Johannes Alev
Alvar Johannes Alev (* 29. September 1993 in Jõesuu) ist ein estnischer Skilangläufer.

## Werdegang
Alev, der für den Skiclub Joulu startet, lief im Februar 2011 in Keuruu seine ersten Rennen im Scandinavian-Cup, die er auf dem 139. Platz über 15 km klassisch, auf dem 92. Platz in der Verfolgung und auf dem 88. Platz im Sprint beendete. Sein Debüt im Weltcup hatte er im Januar 2012 in Otepää, das er auf dem 65. Platz im Sprint beendete. 
Seine besten Platzierungen bei den Nordischen Junioren-Skiweltmeisterschaften 2012 in Erzurum waren der 39. Platz über 10 km klassisch und der 15. Rang mit der Staffel. Bei den Nordischen Junioren-Skiweltmeisterschaften 2013 in Liberec belegte er den 20. Platz über 10 km Freistil und den 11. Rang mit der Staffel.  Bei den U23-Weltmeisterschaften 2014 im Val di Fiemme belegte er den 51. Platz über 15 km klassisch, den 45. Rang im Skiathlon und den 35. Platz im Sprint.  Bei den U23-Weltmeisterschaften 2015 in Almaty errang er jeweils den 46. Platz über 15 km Freistil und im Skiathlon und den 35. Platz im Sprint. 
Im folgenden Jahr schaffte er bei den U23-Weltmeisterschaften in Râșnov den 49. Platz im Sprint, den 34. Platz über 15 km Freistil und den 32. Platz über 15 km klassisch. Bei den Nordischen Skiweltmeisterschaften im Februar 2017 in Lahti kam er auf den 50. Platz im Skiathlon. Im Januar 2018 wurde er in Haanja estnischer Meister über 15 km Freistil. In der Saison 2019/20 siegte er beim Balkan-Cup in Zlatibor über 10 km klassisch und im Sprint, ebenso beim Slavic-Cup in Štrbské Pleso über 15 km klassisch. Seine besten Platzierungen bei den Nordischen Skiweltmeisterschaften 2021 in Oberstdorf waren der 54. Platz im Skiathlon und der 13. Rang mit der Staffel. Bei den Olympischen Winterspielen 2022 in Peking errang er den 33. Platz im Skiathlon sowie den 15. Rang mit der Staffel.

## Siege bei Continental-Cup-Rennen
| Nr. | Datum           | Ort           | Disziplin       | Serie      |
| --- | --------------- | ------------- | --------------- | ---------- |
| 1.  | 20. Januar 2020 | Zlatibor      | 10 km klassisch | Balkan-Cup |
| 2.  | 21. Januar 2020 | Zlatibor      | Sprint Freistil | Balkan-Cup |
| 3.  | 8. Februar 2020 | Štrbské Pleso | 15 km klassisch | Slavic-Cup |

## Teilnahmen an Weltmeisterschaften und Olympischen Winterspielen

### Olympische Spiele
- 2022 Peking: 15. Platz Staffel, 33. Platz 30 km Skiathlon, 35. Platz 15 km klassisch, 36. Platz 50 km Freistil Massenstart

### Nordische Skiweltmeisterschaften
- 2017 Lahti: 50. Platz 30 km Skiathlon
- 2021 Oberstdorf: 13. Platz Staffel, 54. Platz 30 km Skiathlon, 56. Platz 15 km Freistil, 79. Platz Sprint klassisch
- 2023 Planica: 12. Platz Staffel, 35. Platz 30 km Skiathlon, 35. Platz 50 km klassisch Massenstart, 51. Platz 15 km Freistil
- 2025 Trondheim: 19. Platz 50 km Freistil Massenstart, 28. Platz 20 km Skiathlon, 35. Platz 10 km klassisch

## Platzierungen im Weltcup

### Weltcup-Statistik
Die Tabelle zeigt die erreichten Platzierungen im Einzelnen.
- 1.–3. Platz: Anzahl der Podiumsplatzierungen
- Top 10: Anzahl der Platzierungen unter den ersten zehn
- Punkteränge: Anzahl der Platzierungen innerhalb der Punkteränge
- Starts: Anzahl gelaufener Rennen in der jeweiligen Disziplin
- Hinweis: Bei den Distanzrennen erfolgt die Einordnung gemäß FIS.

| Platzierung               | Distanzrennen a | Distanzrennen a | Distanzrennen a | Distanzrennen a | Distanzrennen a | Skiathlon Verfolgung | Sprint | Etappen- rennen b | Gesamt | Team   | Team    |
| Platzierung               | ≤ 5 km          | ≤ 10 km         | ≤ 15 km         | ≤ 30 km         | > 30 km         | Skiathlon Verfolgung | Sprint | Etappen- rennen b | Gesamt | Sprint | Staffel |
| ------------------------- | --------------- | --------------- | --------------- | --------------- | --------------- | -------------------- | ------ | ----------------- | ------ | ------ | ------- |
| 1. Platz                  |                 |                 |                 |                 |                 |                      |        |                   |        |        |         |
| 2. Platz                  |                 |                 |                 |                 |                 |                      |        |                   |        |        |         |
| 3. Platz                  |                 |                 |                 |                 |                 |                      |        |                   |        |        |         |
| Top 10                    |                 |                 |                 |                 |                 |                      |        |                   |        |        |         |
| Punkteränge               |                 | 6               | 2               | 11              | 3               | 4                    | 1      | 2                 | 29     | 5      | 4       |
| Starts                    |                 | 15              | 18              | 13              | 5               | 9                    | 29     | 3                 | 92     | 5      | 4       |
| Stand: Saisonende 2024/25 |                 |                 |                 |                 |                 |                      |        |                   |        |        |         |

### Weltcup-Gesamtplatzierungen
| Saison  | Gesamt | Gesamt | Distanz | Distanz | Sprint | Sprint |
| Saison  | Punkte | Platz  | Punkte  | Platz   | Punkte | Platz  |
| ------- | ------ | ------ | ------- | ------- | ------ | ------ |
| 2022/23 | 123    | 104.   | 123     | 59.     | -      | -      |
| 2023/24 | 116    | 95.    | 88      | 69.     | 7      | 117.   |
| 2024/25 | 379    | 43.    | 277     | 36.     | -      | -      |